# Левина, Хана Мироновна
Хана Мироновна Левина (идиш חנה לעװין‎; 3 (16) мая 1900, Екатеринослав — 19 января 1969, Харьков) — еврейская советская писательница, сказочница, поэтесса. Писала на идиш. Тётя поэта Вадима Левина.

## Биография
Хана Мироновна Левина родилась 3 (16) мая 1900 в городе Екатеринослав в семье рабочего. Успешно окончила школу для детей малоимущих родителей. Устроилась работать швеей, где по прошествии определённого времени стала приказчицей. До возраста 15 лет писала стихи на русском языке, а с 15 лет стала писать и на идиш. На идиш ей посоветовал писать поэт Лейб Найдус с которым они проживали в том же городе. Печататься как поэтесса начала с 17 лет, когда в издаваемом в Харькове альманахе «Кунст ринг» (Круг Искусства), был опубликован цикл её стихотворений. Вслед за изданием в Харькове, в 1918 году её стихотворения были напечатаны в Петроградском еженедельнике «Фолксблат» (Народная газета).
С 1919 года — в рядах РККА.
С 1925 года её произведения регулярно печатаются в таких изданиях как журнал «Ди ройтэ вэлт», журнал «Пролит», журнал «Дэр штэрн».
Во время с 1935 по 1940 год Хана Левина, кроме новых стихов, так же написала шесть детских книг. С 1939 по 1940 год она училась в Московском Институте иностранных языков.
Скончалась поэтесса 19 января 1969.

## Произведения
- «Мой вклад» (1929)[3]
- «На солнечной стороне» (1930)[4]
- «Тем, кто моложе меня» (1931)
- «Мелочи» (1932)
- «У» (1933)
- «Золотая пава» (1934)
- «Братцы и сестрички» (1935)
- «Волшебный лист» (1936)
- «Для братьев и сестер» (1939)
- «В добрый час», «Дружба» (1940)
- «Родное» (1941),
- «На каждом шагу», «Жаворонок» (1944)
- «Моим друзьям» (1945)
- «Весенние голоса» (1950)
- «Внучок Тарасик» (1957)
- «Уточка» (1958)
- «Стихи» (1961)
- «Первый снег» (1963)
- «Первый дождь» (1963)[5]
- «Сказки и рассказы» (1965)
- «Грязнуля» (1969)